# Tomaž Hostnik (Laibach)
Tomaž Hostnik, slovenski slikar, pesnik, teoretik, zvočni umetnik, frontman  * 8. november 1961, Medvode, † 21. december 1982. 

## Življenjepis
Rodil se je 8. novembra 1961 v Medvodah. Zaključil je Srednjo oblikovno šolo v ljubljanskih Križankah in postal študent likovne pedagogike na takratni Pedagoški akademiji. Leta 1981 se je v ustanovni fazi kot gramofonist pridružil skupini Laibach z imenom/psevdonimom Ivo Saliger in tudi sooblikoval njen osnovni koncept (mdr. "10 točk konventa"). Je avtor nekaj temeljnih teoretskih tekstov, ki jih je podpisal kot Ivo Saliger. Nazadnje je nastopil na dveh koncertih (Novi rock 1982 v Ljubljani in zadnjič mesec dni pred smrtjo v Zagrebu) tudi kot vokalist - "diktatorski" frontman. Je avtor nekaj pesmi, mdr. Apologije Laibach, ki je bila kasneje uglasbljena kot del zvočne kulise (soundtracka) za predstavo Krst pod Triglavom.  
Skupaj z nekdanjim sošolcem iz oblikovne šole v Križankah Dejanom Knezom je bil tudi soustanovitelj podskupine Laibacha - 300.000 VK (v "10 točkah konventa", ki jih je Hostnik pomagal formulirati, je opredeljena kot "retrospektivna futuristična negativna utopija").   
Bil je človek nezdružljivih nasprotij, obenem katoličan, komunist in član Laibacha.  
21. decembra 1982 je Tomaž Hostnik na kozolcu v bližini Medvod storil (obredni) samomor.
Ploščo Krst pod Triglavom-Baptism, ki je izšla leta 1987 pri nemški založbi Walter Ulbricht Schallfolien uvaja (samo njeno vinilno izdajo) posnetek objave njegove smrti, ki jo je v svoji redni oddaji Rock fronta na Radiu Študent v začetku januarja 1983 prebral Igor Vidmar, skupaj z Apologijo Laibach, ob zvočni kulisi skladbe Ohm sweet Ohm Tomaževe priljubljene skupine Kraftwerk. Kolegi iz Laibacha so Hostnikovo dejanje obsodili, ga posthumno izključili iz skupine ter mu s tem vrnili njegovo prvotno ime oz. identiteto.  
Posvetili so mu mdr. sliko v futurističnem slogu "Pogreb komunista Hostnika", anonimni evharistični koncert v Domu Malči Beličeve v Ljubljani decembra 1984, že omenjeno skladbo s tekstom njegove pesmi "Apologija Laibach" (1985/6) in "kolektivno" pesnitev "Veliki sejalec - veliko platno" (1987; objavljena v monografiji NSK leta 1992, kjer sta objavljena tudi dva njegova teoretska teksta), kakor tudi komemorativni koncert ob 10. obletnici smrti v Festivalni dvorani za Bežigradom decembra 1992.   
Najbolj znana je njegova fotografija z nastopa Laibacha na Novem rocku 1982 v Križankah, ko ga je iz publike zadela razbita steklenica in mu je tanek curek krvi stekel po bradi, on pa je še naprej neizprosno vztrajal v svoji diktatorski - "mussolinijevski" pozi s poštarsko kapo na glavi med vpitjem "Cari amici soldati, il tempi della pace sono pasati!" Posnetek tega dela nastopa uvaja tudi prvo (istoimensko) Laibachovo ploščo, izdano pri ŠKUC-Ropotu leta 1985, celoten nastop z njegovim glasom pa je objavljen na CD-plošči s posnetki zgodnjih koncertov z naslovom Ljubljana-Zagreb-Beograd (1993). 
Nekaj njegovih pesmi in umetniških slik je bilo objavljenih v tematski številki revije Problemi, ki jo je leta 1985 pripravilo umetniško gibanje oziroma skupina Neue Slowenische Kunst.
20. februarja 2024 je bila v Knjižnici Medvode otvoritev prve posthumne razstave njegovih študijskih risb, osnutkov in tudi pesmi.
Na razstavi Laibach Kunst v Galeriji ŠKUC junija in julija 2024 je bilo znova razstavljenih nekaj njegovih slik, tudi javnosti še neznanih, mdr. zadnja nedokončana.